# Dashboard Confessional
Dashboard Confessional é uma banda estadunidense de rock, de Boca Raton, Flórida, liderada pelo compositor e guitarrista, Chris Carrabba (ex-vocalista da banda Further Seems Forever). A banda é tida como uma das responsáveis por popularizar o movimento emo.

## História
A banda se originou de um projeto solo de Chris Carrabba para sua banda anterior, Further Seems Forever. Ele gravou seu primeiro álbum, Swiss Army Romance, em 2000. No ano seguinte, ele gravou o álbum debut da banda, The Moon Is Down. No entanto, ele deixou a banda logo após o lançamento do álbum, gravando seu álbum The Places You Have Come to Fear the Most, assim como os EPs Drowning e So Impossible. Em 2002, o videoclipe da música "Screaming Infidelities" ganhou o prêmio MTV2 no MTV Video Music Awards, competindo com Norah Jones, The Strokes, The Hives, Nappy Roots e Musiq. Carrabba foi convidado para gravar na MTV Unplugged, em um álbum intitulado MTV Unplugged 2.0.

## A Mark, a Mission, a Brand, a Scar(2003-2005)
Em 2003, três outros músicos se juntaram à banda: o baixista Schoenbeck Scott, o guitarrista e pianista Johnny Lefler e o baterista Mike Marsh eles começaram o processo para a gravação do novo álbum. A Mark, A Mission, A Brand, A Scar alcançou a posição #2 nos charts da Billboard, que acabou sendo o álbum mais rentável para a banda até agora. Em 2004, a canção "As Lovers Go" entrou na trilha sonora de Shrek 2 e, no verão do mesmo ano, a banda gravou a canção "Vindicated" para a trilha sonora do filme Spider-Man 2, que era tocada durante os créditos ao final do mesmo. Vindicated não entrou para o álbum oficial, mas devido ao seu sucesso acabou sendo incorporada pelas versões deluxe e edições especiais.

## Dusk and Summer(2005-2006)
Em Maio de 2005, a Dashboard Confessional entrou no estúdio para gravar seu quarto álbum com o aclamado produtor Daniel Lanois. Foi lançado em 27 de Junho de 2006 e seu primeiro single foi "Don't Wait". Após o lançamento de Dusk and Summer, eles entraram em uma turnê pelos Estados Unidos com Say Anything e Ben Lee.

## The Shade of Poison Trees(2007-2009)
Em 2007, a banda lançou o álbum seguinte, The Shade Of Poison Trees. Diferente dos álbuns anteriores, esse álbum reflete a antiga influência de Carrabba em canções acústicas de The Swiss Army Romance e The Places You Have Come to Fear the Most.

## Alter the Ending(2009-presente)
A banda começou a gravar seu sexto álbum de estúdio, Alter the Ending, em 2008. Carrabba afirmou que o álbum tinha se tornado um álbum conceitual.
Em 14 de Fevereiro de 2009, como um presente de Dia Dos Namorados para os fãs, Carrabba lançou em sua página do MySpace para download grátis, uma página intitulada "Even Now (Acoustic Version)", um trabalho de seu (na época) próximo álbum.
Em Junho de 2009, a banda deu continuação a produção do álbum, o que sugeria que o lançamento estava próximo.
Em Agosto de 2009, Dashboard Confessional contribuiu para a trilha sonora do filme de humor negro, Jennifer's Body. A música foi intitulada de "Finishing School", e não entrou para o álbum Alter the Ending.
Dia 10 de Setembro de 2009, Chris Carrabba confirmou em sua página pessoal do Twitter que o álbum, que continha 12 músicas, seria lançado dia 10 de Novembro de 2009. O álbum seria lançado em 2 discos, o primeiro consistia em versões "full-band", onde a banda toda tocava, e o segundo em versão acústica. Além disso, Carrabba afirmou que o Dashboard Confessional estaria saindo em turnê com New Found Glory e Never Shout Never no futuro, porém dia 30 de Outubro, Chris anunciou em seu Twitter e Facebook que devido a uma emergência familiar de última hora, a banda estaria cancelando sua turnê com New Found Glory e Never Shout Never.
A banda foi responsável por abrir a turnê Circle Tour, de Bon Jovi, em 2010.
No mês de Julho, de 2010, Carrabba se apresentou no Pikes Peak, em Colorado para o Segundo Show Beneficente "Love Hope Strength Foundation and Health ONE Pikes Peak Rocks", em pról de sobreviventes de câncer, que arrecadou dinheiro para pesquisas e tratamentos contra câncer.

## The Swiss Army Romancere-lançamento (2010)
Dia 4 de Outubro de 2010, foi anunciado que o primeiro álbum do Dashboard Confessional, The Swiss Army Romance, seria re-lançado em edição deluxe vinil dia 16 de Novembro. O box que era edição limitada (apenas 1.000 unidades disponíveis), incluia versões remasterizadas da tracklist do antigo álbum, letras escritas a mão, fotos nunca lançadas, palhetas de guitarra e um canivete suiço.
No dia após o lançamento, Chris embarcou em uma turnê solo tocando Swiss Army Romance  em comemoração ao décimo aniversário de lançamento do primeiro álbum. Dia 1° de Dezembro, foi anunciado que Chris Conley, da banda Saves The Day, iria ser incluído na turnê para ajudar nos shows da Costa Oeste.

## Membros
- Chris Carrabba - vocais, guitarra rítmica, piano (1999-presente)
- John Lefler - guitarra solo, piano, vocais (2002-presente)
- Scott Schoenbeck - baixo (2002-presente)
- Mike Marsh - bateria, percussão (2002-presente)

Ex-Membros
- Dan Bonebrake - baixo, backing vocal (2002)

Ex-Membros de turnê
- John Ralston - guitarra (2002, 2006)
- Mike Stroud - cordas (2007)
- Andrew Marshall - guitarra (2007)
- Susan Sherouse - violino (2006-2007)

## Discografia

### Álbuns
| Ano  | Título                                    | Posições | Posições | Posições | Posições | Posições | Posições | Certificação (RIAA) |
| Ano  | Título                                    | EUA      | Heat     | Indep    | Inter    | CAN      | AUS      | Certificação (RIAA) |
| ---- | ----------------------------------------- | -------- | -------- | -------- | -------- | -------- | -------- | ------------------- |
| 2000 | The Swiss Army Romance                    | –        | 39       | –        | –        | –        | –        | –                   |
| 2001 | The Places You Have Come to Fear the Most | 108      | 1        | 5        | –        | –        | –        | Ouro                |
| 2002 | MTV Unplugged 2.0                         | 111      | 1        | 1        | 126      | –        | –        | Platina             |
| 2003 | A Mark, a Mission, a Brand, a Scar        | 2        | –        | –        | –        | –        | 61       | Ouro                |
| 2006 | Dusk and Summer                           | 2        | –        | –        | 2        | 6        | 22       | Ouro                |
| 2007 | The Wire Tapes Vol. 1                     | –        | –        | –        | –        | –        | –        | –                   |
| 2007 | The Shade of Poison Trees                 | 18       | –        | 1        | –        | –        | 83       |                     |
| 2009 | Alter The Ending                          | –        | –        | –        | –        | –        | –        |                     |

### Singles
| Ano  | Título                     | Posições | Posições | Posições | Posições | Posições | Álbum                                          |
| Ano  | Título                     | Hot 100  | Pop 100  | MRT      | UK       | DE       | Álbum                                          |
| ---- | -------------------------- | -------- | -------- | -------- | -------- | -------- | ---------------------------------------------- |
| 2002 | "Screaming Infidelities"   | –        | –        | 22       | –        | –        | The Places You Have Come to Fear the Most      |
| 2002 | "Saints and Sailors"       | –        | –        | –        | –        | –        | The Places You Have Come to Fear the Most      |
| 2003 | "Hands Down"               | –        | –        | 8        | 60       | –        | A Mark, a Mission, a Brand, a Scar             |
| 2004 | "Rapid Hope Loss"          | –        | –        | 37       | 75       | –        | A Mark, a Mission, a Brand, a Scar             |
| 2004 | "Vindicated"               | 103      | –        | 2        | –        | –        | Soundtrack Spider-Man 2 Dusk and Summer (2004) |
| 2006 | "Don't Wait"               | 80       | 64       | 17       | 68       | –        | Dusk and Summer                                |
| 2006 | "Rooftops and Invitations" | –        | –        | –        | –        | –        | Dusk and Summer                                |
| 2007 | "Stolen"                   | 44       | 34       | –        | –        | –        | Dusk and Summer                                |
| 2007 | "Stolen" feat. Juli        | –        | –        | –        | –        | 15       | Dusk and Summer                                |
| 2007 | "Thick as Thieves"         | –        | –        | –        | –        | –        | The Shade of Poison Trees                      |
| 2008 | "These Bones"              | –        | –        | –        | –        | –        | The Shade of Poison Trees                      |
| 2009 | "Belle Of The Boulevard"   | –        | –        | –        | –        | –        | Alter The Ending                               |

### EPs
| Ano  | Título           |
| ---- | ---------------- |
| 2001 | The Drowning EP  |
| 2001 | So Impossible EP |
| 2002 | Summer's Kiss    |
| 2006 | AOL Sessions EP  |